# Brooklawn
Brooklawn és una població dels Estats Units a l'estat de Nova Jersey. Segons el cens del 2006 tenia 2.294 habitants.

## Demografia
Segons el cens del 2000, Brooklawn tenia 2.354 habitants, 961 habitatges, i 600 famílies. La densitat de població era de 1.933,8 habitants/km².
Dels 961 habitatges en un 32,8% hi vivien nens de menys de 18 anys, en un 41,8% hi vivien parelles casades, en un 16,4% dones solteres, i en un 37,5% no eren unitats familiars. En el 30,9% dels habitatges hi vivien persones soles el 12,7% de les quals corresponia a persones de 65 anys o més que vivien soles. El nombre mitjà de persones vivint en cada habitatge era de 2,45 i el nombre mitjà de persones que vivien en cada família era de 3,09.
Per edats la població es repartia de la següent manera: un 25,8% tenia menys de 18 anys, un 8,8% entre 18 i 24, un 32,3% entre 25 i 44, un 19,9% de 45 a 60 i un 13,2% 65 anys o més.
L'edat mediana era de 35 anys. Per cada 100 dones de 18 o més anys hi havia 84 homes.
La renda mediana per habitatge era de 39.600 $ i la renda mediana per família de 47.891 $. Els homes tenien una renda mediana de 36.190 $ mentre que les dones 26.591 $. La renda per capita de la població era de 18.295 $. Aproximadament el 6,1% de les famílies i el 7,3% de la població estaven per davall del llindar de pobresa.

## Poblacions més properes
El següent diagrama mostra les poblacions més properes.